# لوئیس اف. لین
لوئیس اف. لین (به انگلیسی: Lewis F. Linn) سناتور سابق عضو حزب دموکرات ایالات متحده آمریکا بود. وی در سال ۱۸۳۳ تا ۱۸۴۳ میلادی سناتور ایالت میزوری در سنای ایالات متحده آمریکا بود.